# Szałtaniszki
Szałtaniszki (lit. Šaltoniškės) – wieś na Litwie, w okręgu wileńskim, w rejonie wileńskim, w gminie Rzesza, nad jeziorem Żełosy i przy drodze krajowej 108.

## Historia
W dwudziestoleciu międzywojennym leżały w Polsce, w województwie wileńskim, w powiecie wileńsko-trockim, w gminie Podbrzezie. W 1931 miejscowość liczyła 71 mieszkańców, zamieszkałych w 12 budynkach.
Po II wojnie światowej w granicach Związku Sowieckiego. Od 1991 na niepodległej Litwie.